# Gouvernement Ben Gourion II
État d'Israël
Ben Gourion I Ben Gourion III
Le deuxième gouvernement Ben Gourion a été formé lors de la première Knesset. Il s'agit du deuxième gouvernement de l'État d'Israël, il est composé de 13 ministres et d'1 ministre délégué.

## Historique et coalition

### Formation
Après la démission de son 1er gouvernement, David Ben Gourion tente de former un gouvernement minoritaire composé de Mapai (7 ministres) et des communautés séfarades et orientales (1 ministre) le 17 octobre, mais il n'est pas approuvé par la Knesset. Deux jours plus tard, le président Chaim Weizmann demande à Pinchas Rosen de former un gouvernement, mais c'est Ben Gourion qui y parvient finalement. Les partenaires de la coalition sont les mêmes que dans le premier gouvernement : Mapai, le Front religieux uni, le Parti progressiste, les Communautés séfarades et orientales et la Liste démocratique de Nazareth.
Il y a eu un léger remaniement au sein du gouvernement ; David Remez est passé du ministère des Transports à l'Éducation, remplaçant Zalman Shazar (qui a été exclu du nouveau gouvernement), Dov Yossef a remplacé Remez en tant que ministre des Transports, tandis que Pinhas Lavon a remplacé Yosef en tant que ministre de l'Agriculture. Yaakov Geri (en) a été nommé ministre du Commerce et de l'Industrie alors qu'il n'est pas membre de la Knesset. Il y a aussi un nouveau ministre délégué au ministère des Transports.

### Dissolution
Le gouvernement démissionne le 14 février 1951 après que la Knesset a rejeté les propositions de David Remez sur l'enregistrement des écoliers. Des élections ont eu lieu le 30 juillet 1951.

## Composition
- Les nouveaux ministres sont indiqués en gras, ceux ayant changé d'attributions en italique.

| Portefeuille                                                           | Titulaire | Titulaire              | Parti                               |
| ---------------------------------------------------------------------- | --------- | ---------------------- | ----------------------------------- |
| Premier ministre Ministre de la Défense                                |           | David Ben Gourion      | Mapaï                               |
| Ministre de l'Agriculture                                              |           | Pinhas Lavon           | Mapaï                               |
| Ministre de l'Éducation et de la Culture                               |           | David Remez            | Mapaï                               |
| Ministre des Affaires étrangères                                       |           | Moshé Sharett          | Mapaï                               |
| Ministre des Finances                                                  |           | Eliezer Kaplan         | Mapaï                               |
| Ministre de la Santé Ministre de l'Immigration Ministre de l'Intérieur |           | Haim-Moshe Shapira     | Front religieux uni                 |
| Ministre de la Justice                                                 |           | Pinhas Rosen           | Parti Progressiste                  |
| Ministre du Travail et de la Sécurité sociale                          |           | Golda Meir             | Mapaï                               |
| Ministre de la Police                                                  |           | Bechor-Shalom Sheetrit | Communautés séfarades et orientales |
| Ministre des Religions Ministre des Victimes de guerre                 |           | Yehuda Leib Maimon     | Front religieux uni                 |
| Ministre du Commerce et de l'Industrie                                 |           | Yaakov Geri (en)       | Sans étiquette                      |
| Ministre des Transports                                                |           | Dov Yossef             | Mapaï                               |
| Ministre du Bien-être                                                  |           | Yitzhak-Meir Levin     | Front religieux uni                 |
| Ministre délégué aux Transports                                        |           | Reuven Shari (en)      | Mapaï                               |